# Wooldridge (Missouri)
Wooldridge è un villaggio degli Stati Uniti d'America, situato nello Stato del Missouri, nella contea di Cooper.